# Cloche de Mingun

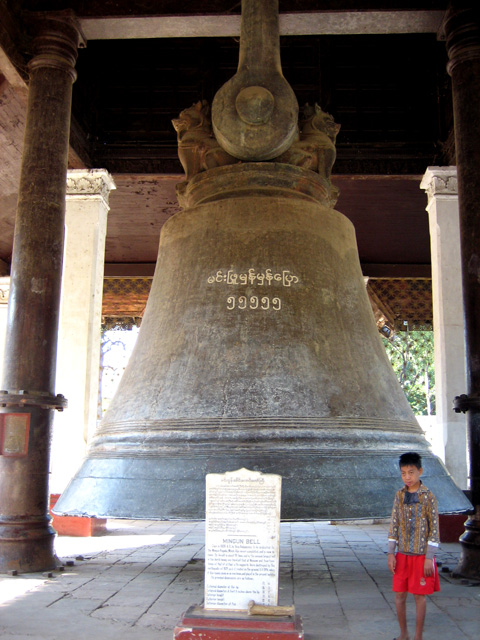

La cloche de Mingun est une cloche située à Mingun (en), dans la région de Sagaing, en Birmanie, à environ 11 km au nord de Mandalay, sur la rive ouest du fleuve Irrawaddy. Elle est la cloche fonctionnelle la plus lourde au monde à plusieurs reprises dans l'histoire.

## Description

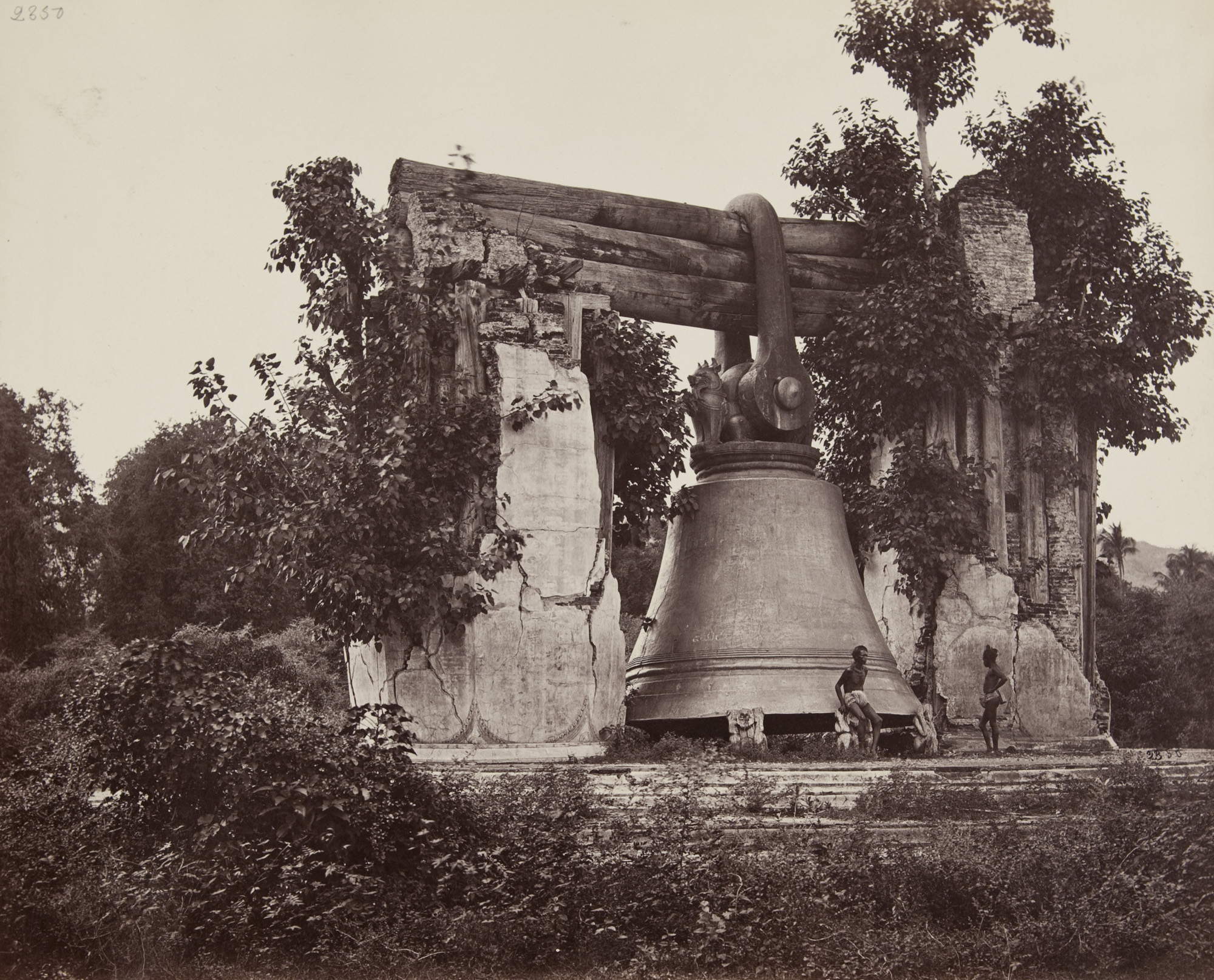
Cloche de Mingun en 1873.

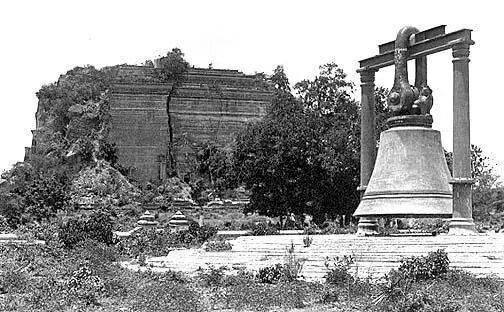
Cloche de Mingun en 1896.

Le poids de la cloche est de 55 555 viss (en) (90 718 kilogrammes). Ce nombre est commodément retenu par de nombreuses personnes en Birmanie par le moyen mnémotechnique "Min Hpyu Hman Hman Pyaw" (မင်းဖြူမှန်မှန်ပြော), dont les consonnes représentent le chiffre 5 en astronomie et numérologie birmanes,. Le poids de la cloche et ses mots mnémotechniques sont écrits sur la surface de la cloche en blanc.
Le diamètre extérieur du bord de la cloche est de 4,95 m. La hauteur de la cloche est de 3,66 m à l'extérieur et de 3,51 m à l'intérieur. La circonférence extérieure au bord est de 15,469 m. La cloche a une épaisseur de 15 à 30 cm et mesure 6,31 m de haut du bord au sommet.
La cloche est intacte et en bon état de sonnerie. La cloche n'a pas de battant mais on la fait sonner en frappant le bord extérieur.

## Histoire
La fabrication de la cloche a commencé en 1808 et s'est achevée en 1810. Le roi Bodawpaya (règne de 1782 à 1819) a fait fondre cette cloche gigantesque pour accompagner son immense stupa, Mingun Pahtodawgyi (en). La cloche aurait été coulée de l'autre côté de la rivière et transportée à l'aide de deux bateaux qui, après avoir traversé la rivière, ont remonté deux canaux spécialement construits. Les canaux ont ensuite été endigués et la cloche a été soulevée en élevant le niveau de l'eau par l'ajout de terre dans le canal bloqué. De cette façon, la cloche était à l'origine suspendue.
La cloche de Mingun a été arrachée de ses supports à la suite d'un violent tremblement de terre le 23 mars 1839 (en). Elle a été remise en suspension par la Irrawaddy Flotilla Company en mars 1896 à l'aide de vérins à vis et de leviers, grâce à des fonds provenant d'une souscription publique. Felice Beato a pris une photographie de la cloche avant sa remise en suspension.

## État actuel
Avec ses 90 tonnes, la cloche de Mingun a régné en tant que plus grande cloche à sonnerie au monde jusqu'en 2000, date à laquelle elle a été éclipsée par la Cloche de la Bonne Chance (en) de 116 tonnes du temple Foquan, à Pingdingshan, dans le Henan, en Chine.

## Galerie

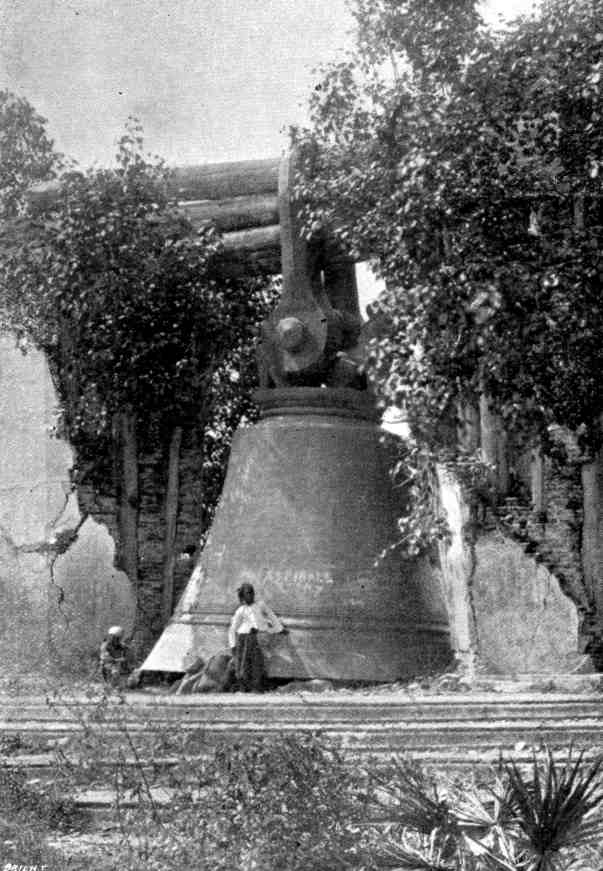
Photo de la cloche avant 1896 prise par Felice Beato.
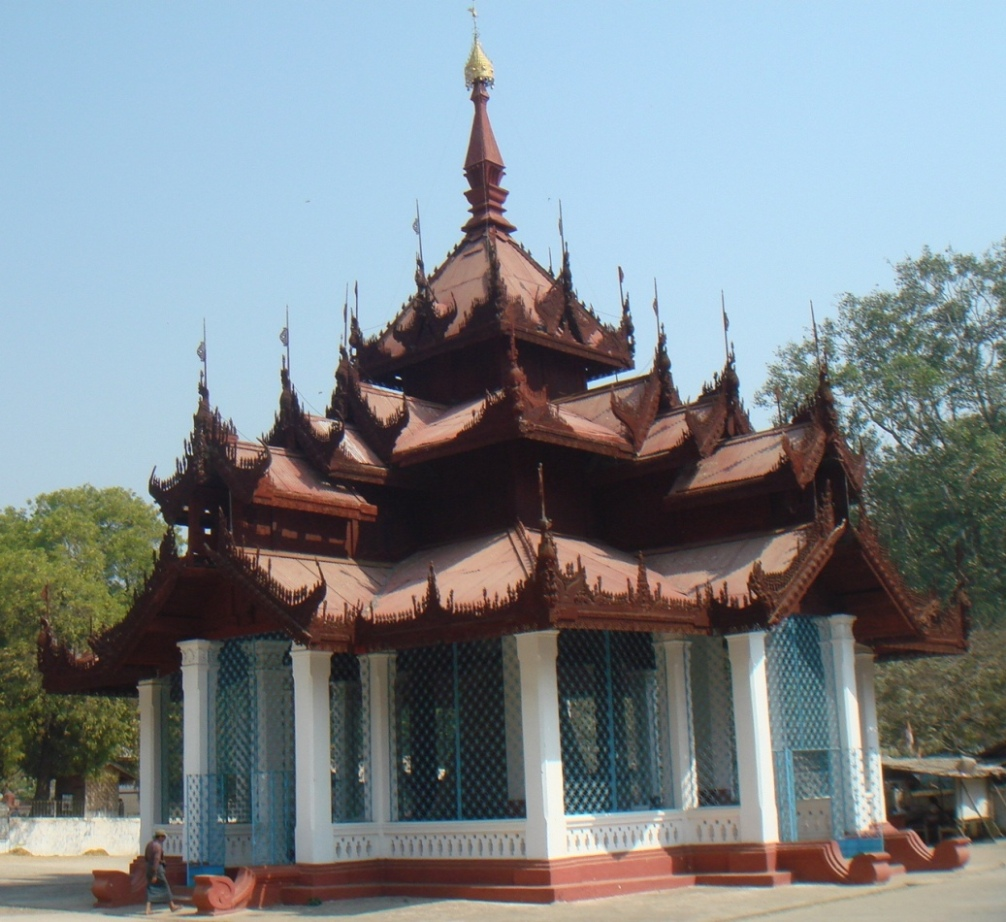
Zayat qui abrite la cloche de Mingun.
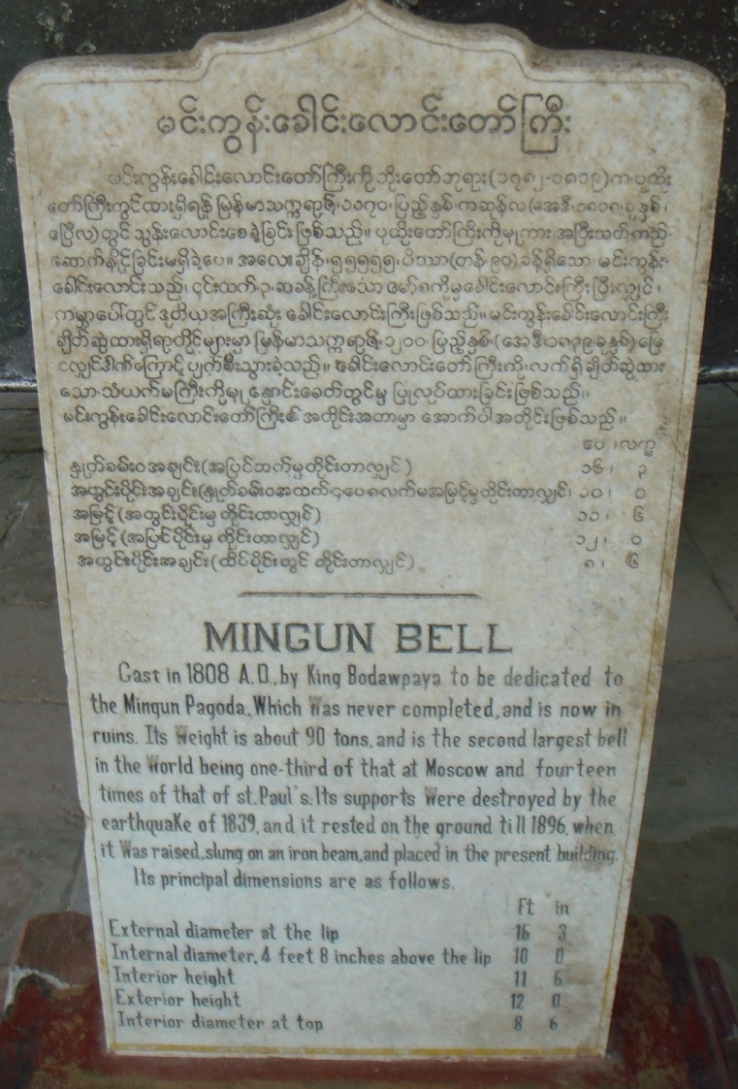
Plaque devant la cloche de Mingun.
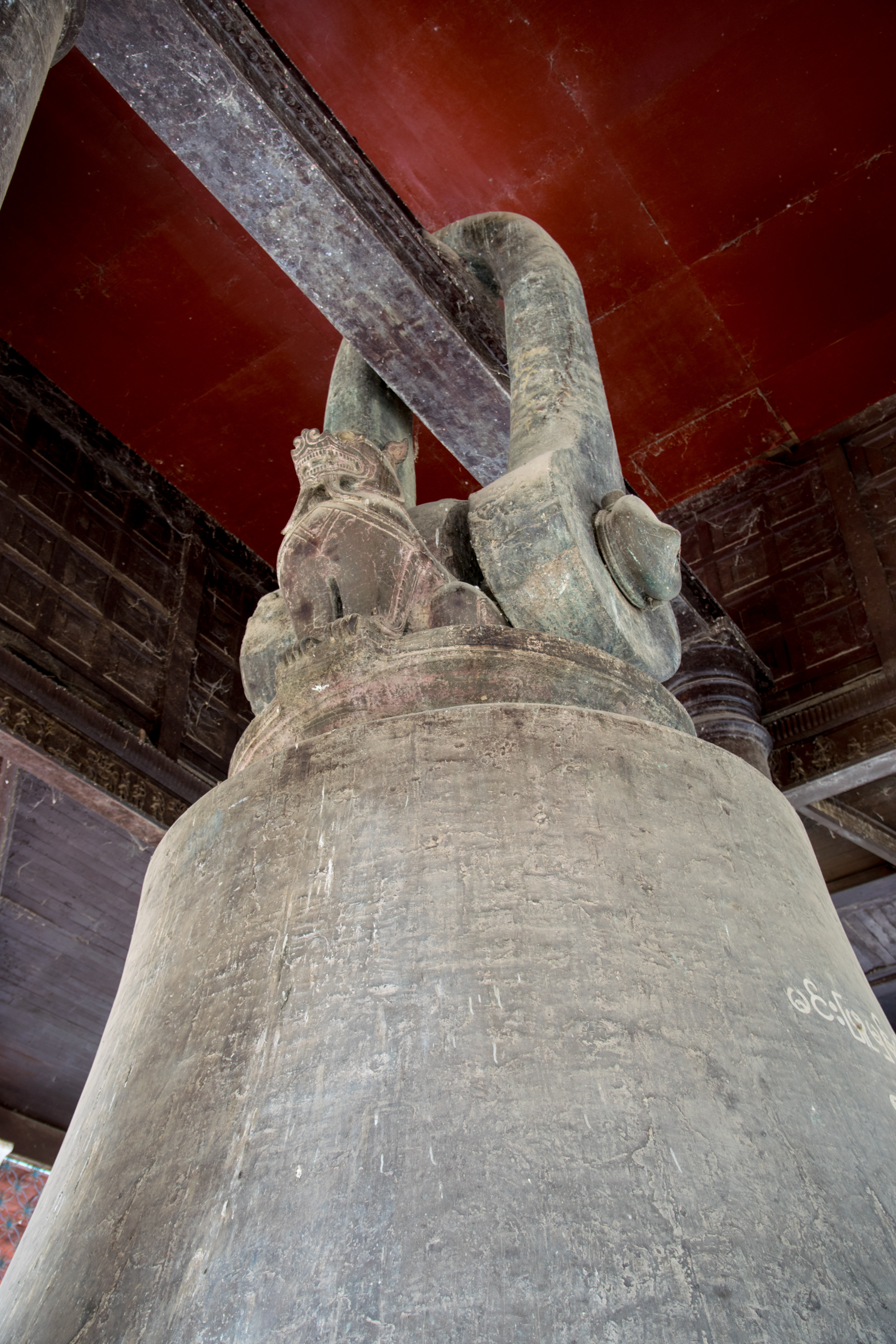
Suspension de la cloche de Mingun.
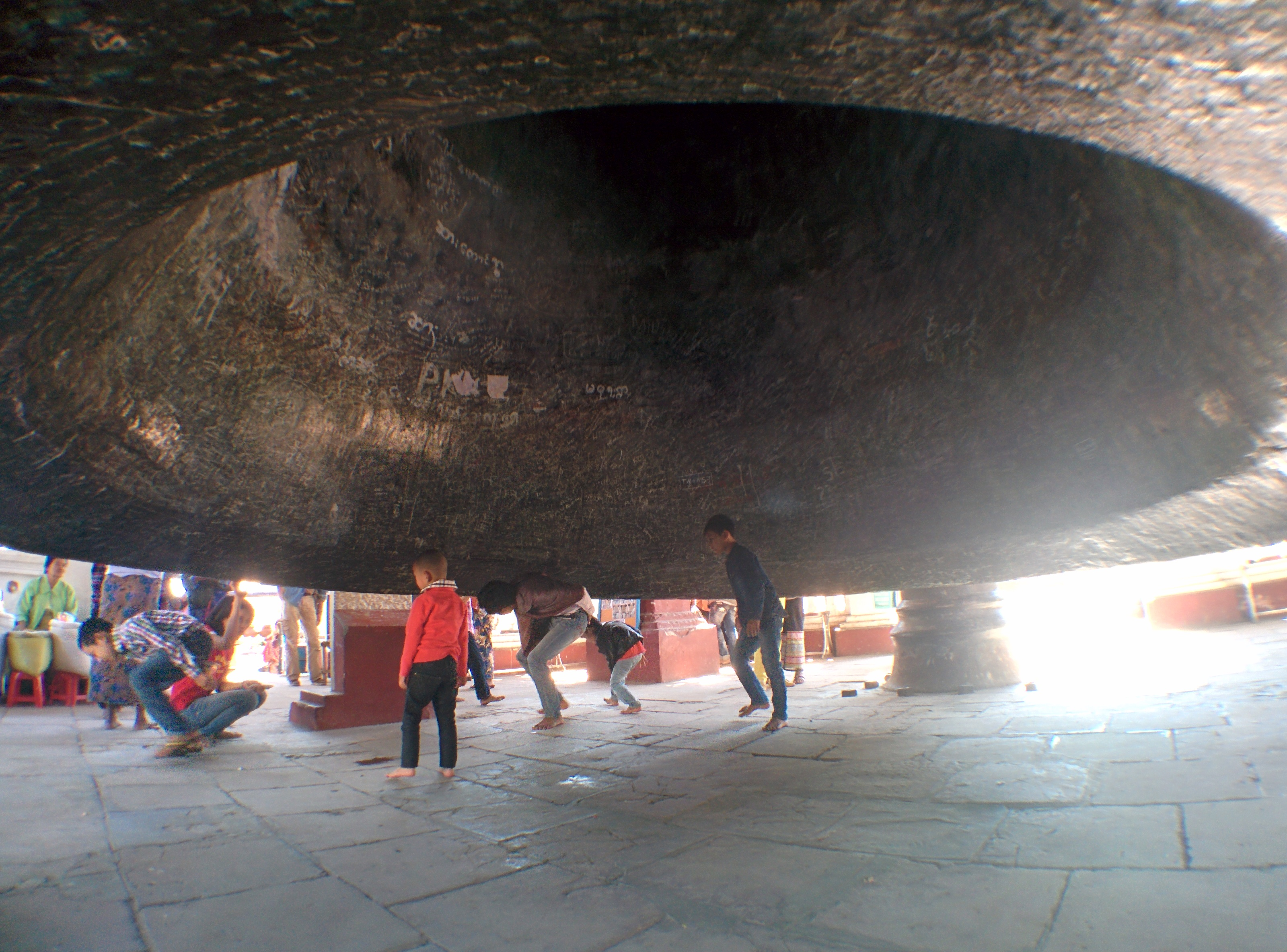
Enfants sous la cloche de Mingun, montrant des graffitis datant de décembre 2014.
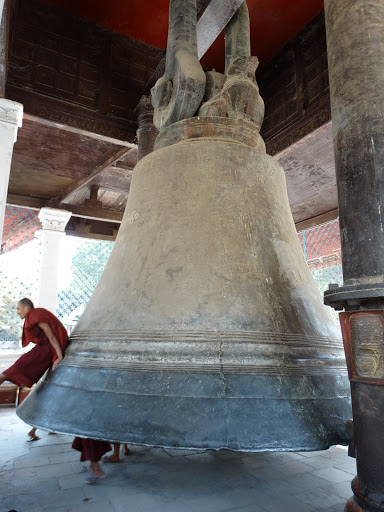
Cloche de Mingun en 2016.